# Hang Jin-young
Hang Jin-young – (kor.황진영 ;ur. 25 września 1983) – południowokoreańska zapaśniczka w stylu wolnym. Trzykrotna uczestniczka mistrzostw świata, trzynasta w 2009. Piąta w igrzyskach azjatyckich w 2002 i ósma w 2018. Zdobyła pięć medali na mistrzostwach Azji w latach 2003 - 2017.